# دیماس گونزالوس دی اولیویرا
دیماس گونزالوس دی اولیویرا بازیکن فوتبال اهل برزیل است 